# Hl. Schutzengel (Greimeltshofen)

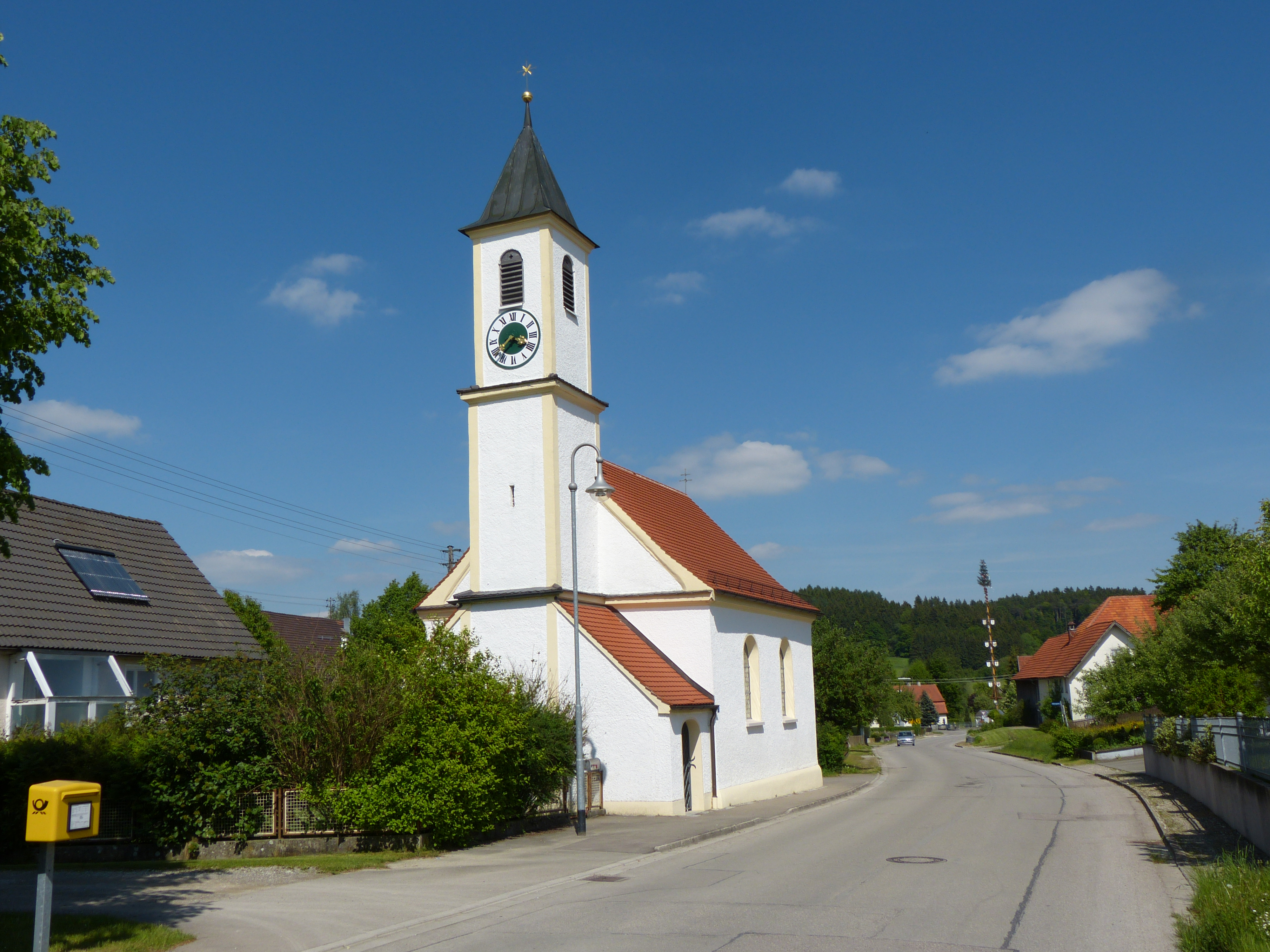
Kapelle zu den hl. Schutzengeln, Greimeltshofen

Die römisch-katholische Kapelle zu den hl. Schutzengeln in Greimeltshofen, einem Ortsteil der Gemeinde Kirchhaslach im Landkreis Unterallgäu (Bayern), ist ein denkmalgeschützter Bau aus dem Jahr 1748.

## Geschichte
Die Grundsteinlegung für das Kirchengebäude fand im Jahr 1748, je nach Archiv entweder am 18. April (Fuggerarchiv) oder am 20. April (Annalen von Kirchhaslach), statt. Anwesend bei der Grundsteinlegung durch den Ersten Kuraten von Kirchhaslach, Matthias Vogg, war Graf Franz Carl Joseph Anton Fugger von Kirchberg-Weißenhorn und Babenhausen. Eine Restaurierung wurde 1881/82 und eine Renovierung 1960 vorgenommen.

## Baubeschreibung

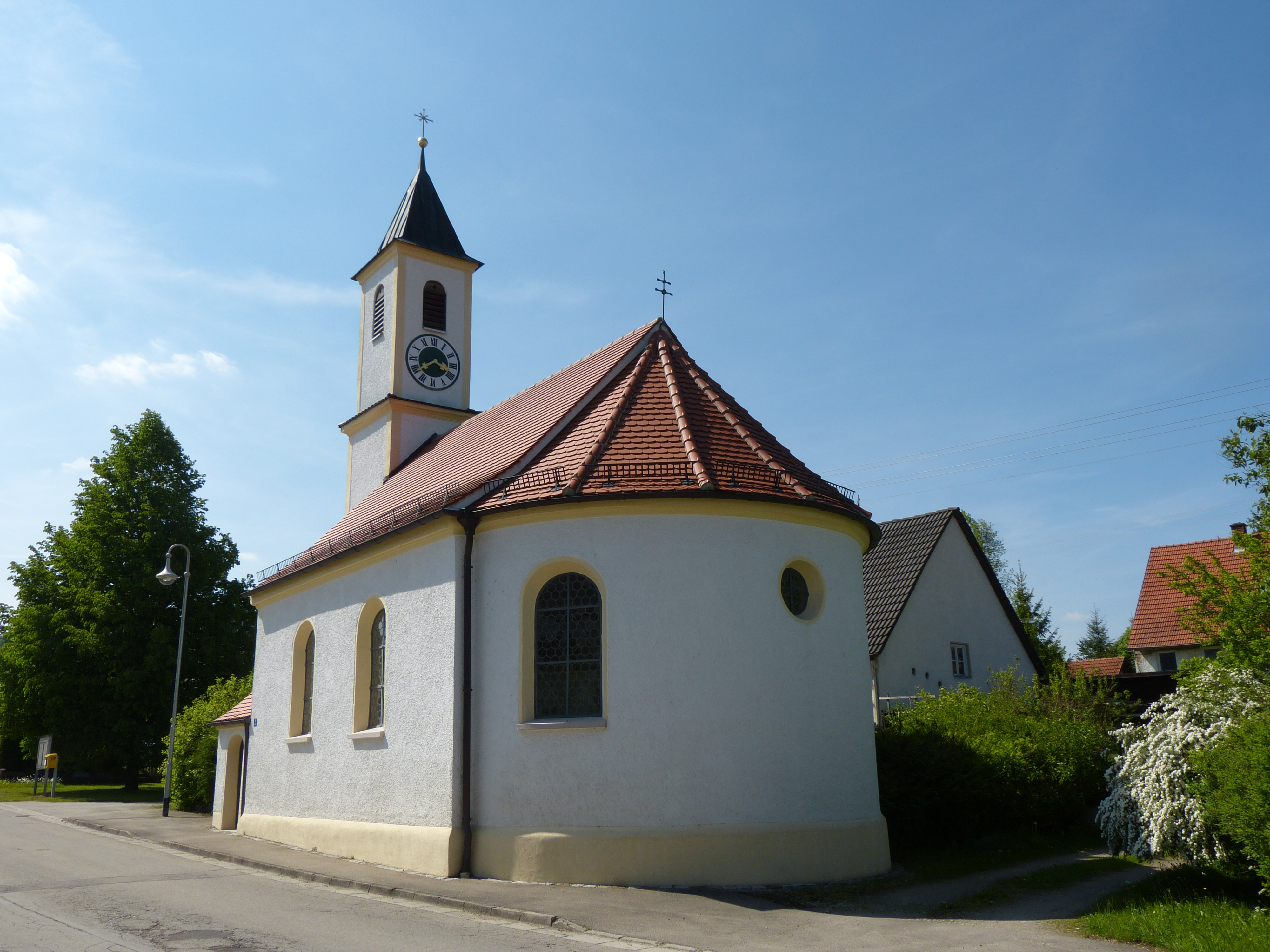
Außenansicht der Apsis von Südosten

Die Kapelle besteht aus einem Saal mit zwei Achsen und Rundbogenfenstern. Der Innenraum ist mit einer Flachdecke über profiliertem Gesims und Voute abgeschlossen. Schräge Konsolen mit Akanthusstuck befinden sich in den östlichen Ecken des Langhauses, an der Westseite ist eine schlichte, weiß getünchte Empore eingebaut. An das Langhaus schließt sich durch einen Chorbogen in Form von Wandpfeilern die leicht eingezogene Apsis an. Letztere ist halbrund geschlossen und besitzt an beiden Seiten ein Rundbogenfenster. Im Scheitel ist ein Kreisfenster vorhanden. Über profiliertem Gesims befindet sich eine Spiegeldecke in der Apsis. Der Zugang zur Kirche erfolgt durch eine Korbbogentür an der Westseite, an die sich auch der Kirchturm anschließt. Das Turmuntergeschoss ist nach Süden durch eine weitere Korbbogentür geöffnet. Um die Kirche verläuft außen ein Sockel, sowie ein fein profiliertes Traufgesims, das sich auch an der Sohle des Westgiebels fortsetzt. Der quadratische Kirchturm ist durch profilierte Gesimse in drei, sich leicht verjüngende Geschosse geteilt. Alle drei Geschosse sind mit schmalen Ecklisenen versehen. Im obersten Geschoss sind Rundbogenfenster vorhanden. Über dem profilierten Traufgesims ist der Kirchturm mit einem Spitzhelm aus Blech gedeckt. Die niederen Anbauten, beiderseits in den Winkeln von Kirchturm und Langhaus, wurden bei der Restaurierung in den 1960er Jahren errichtet. Das Pultdach dieser Anbauten ist zum Kirchturm hin ansteigend. Der nördliche Anbau dient als Sakristei, der südliche als Vorzeichen.

## Innenausstattung
Der aus Holz gefertigte, rosa und grün mit Golddekor gefasste Altar stammt aus der Zeit um 1730. Der Stipes ist gemauert und nach oben hin ausladend. Der Aufbau besteht aus einer flachen, dreilappig geschlossener Nische. In dieser befindet sich eine gefasste Kreuzigungsgruppe aus Holz, bestehend aus einem Kruzifix mit Figuren der Maria und des Evangelisten Johannes aus dem zweiten Viertel des 18. Jahrhunderts. An beiden Seiten sind übereckgestellte Pfeiler angebracht. Die Schrägseiten sind von Pilastern mit gebauchten Sockeln besetzt, deren unteres Schaftteil ausgebaucht und dekoriert ist. Die Gebälkstücke sind entsprechend verkröpft und von Putten besetzt. Vier Engelsköpfe sind in der Mittelnische des geschweiften Blendgiebels angebracht. Im geschweiften, von Voluten flankierten, Altarauszug ist ein Gemälde des heiligen Michael eingesetzt. Kleine Putten sitzen über den Voluten. Zwei kleine Engelsköpfe befinden sich im Scheitel. Das kleine Altarkruzifix stammt aus der gleichen Zeit wie der Altar.
An der Nordwand befinden sich weitere gefasste Holzfiguren. Aus der ersten Hälfte des 18. Jahrhunderts stammt das Vortragekruzifix. Um die Mitte des 18. Jahrhunderts wurden die Figuren eines jugendlichen Pilgers und eines Engels ohne Attribute geschaffen. Es dürfte sich wohl um Tobias und den Erzengel Raphael handeln.
Das Gemälde an der Südwand mit der Darstellung eines Schutzengels mit zwei Kindern ist mit Weckerle 1882, Edelstetten bezeichnet und war das ehemalige Altarbild der Kapelle. In der Vorhalle im Turmerdgeschoss ist ein Votivbild aus der Zeit um 1700 angebracht. Es stammt aus Kirchhaslach und zeigt eine Kriegsszene wie Kanonen das Dorf Kirchhaslach beschießen. Das Fresko an der Decke des Langhauses ist modern und stellt Mariä Verkündigung dar.